# RAND Corporation
La RAND Corporation è un think tank statunitense. Il nome deriva dalla contrazione di research and development.

## Storia
Fondata nel 1946 con il sostegno finanziario del Dipartimento della Difesa statunitense, impiega più di 1500 ricercatori presso le sedi di Santa Monica, Washington e Pittsburgh. Dal 1992 è attiva in Europa attraverso la controllata RAND Europe.
Tra i suoi principali successi, la RAND Corporation annovera l'applicazione della teoria dei giochi per la decisione di differenti opzioni, metodologie per anticipare possibili sviluppi futuri attraverso scenari e metodo Delphi, e la definizione teorica della commutazione di pacchetto.